# Bergwerksdirektion Saarbrücken

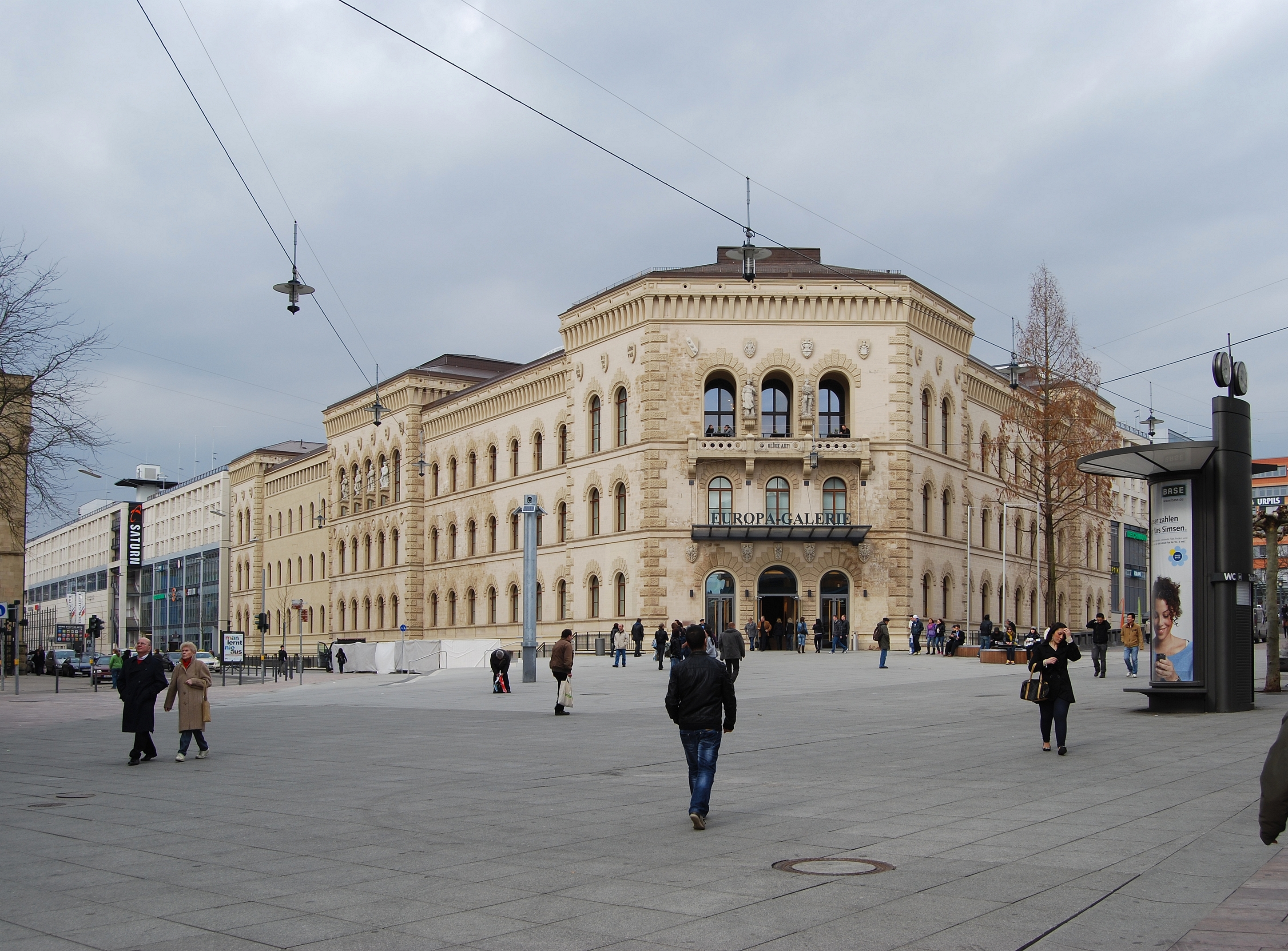
Die ehemalige Bergwerksdirektion Saarbrücken als Eingangsgebäude der Europa-Galerie, März 2011

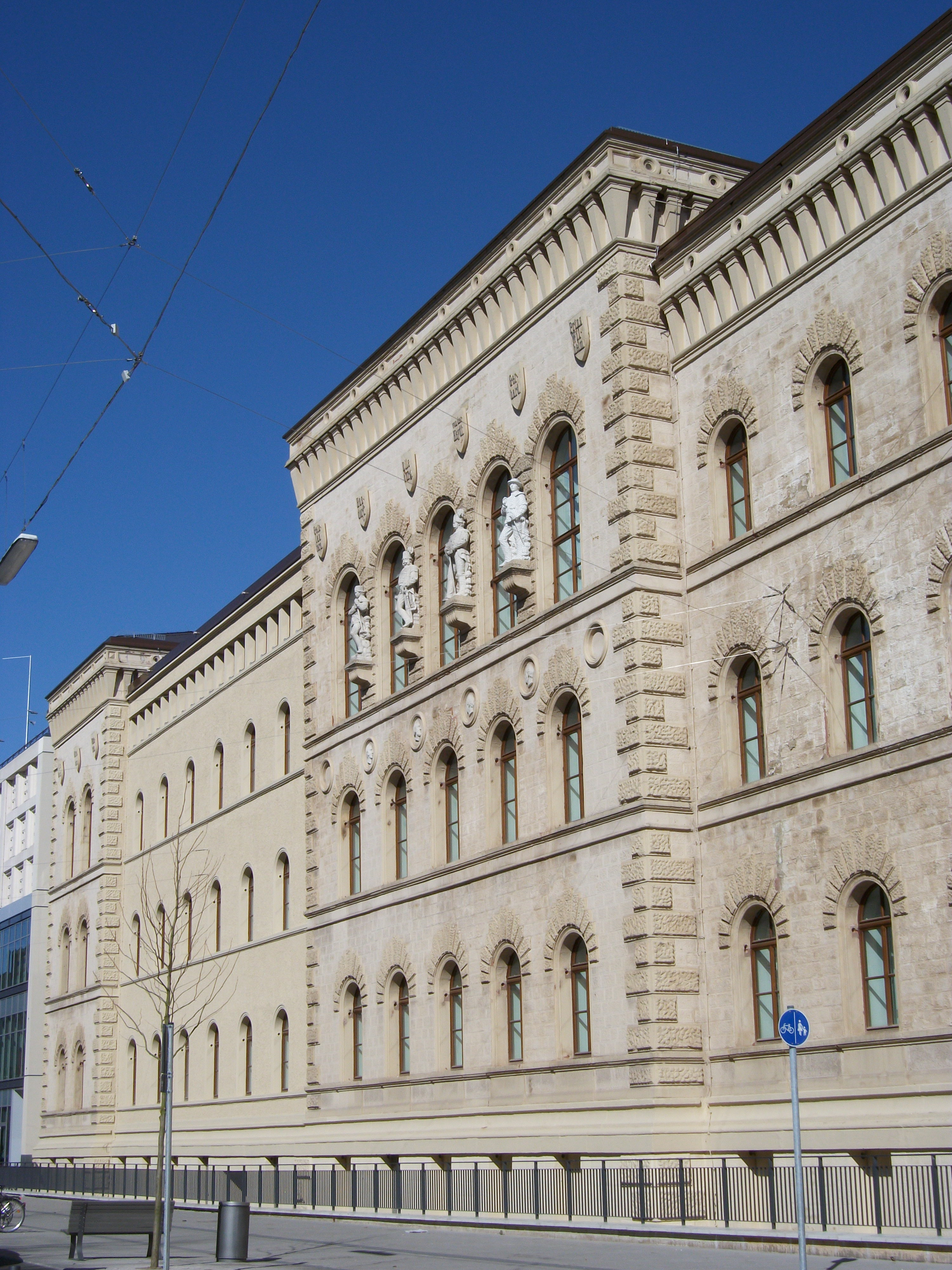
Südlicher Flügel an der Trierer Straße

Die ehemalige Bergwerksdirektion ist ein unter Denkmalschutz stehendes Gebäude im Zentrum des Saarbrücker Stadtteils St. Johann.

## Vorgeschichte
Mit der Ausweitung der Kohlenförderung an der Saar nach dem durch das Königreich Preußen gewonnenen Deutsch-Französischen Krieg wuchsen auch die Verwaltungsaufgaben der für die Förderung zuständigen Behörden. Die alten Räumlichkeiten der „Königlich-Preußischen Bergwerksdirection“ im ehemaligen Erbprinzenpalais am Saarbrücker Schlossplatz entsprachen nicht mehr den neuen Anforderungen. In der expandierenden Saarbrücker Nachbarstadt St. Johann a.d. Saar fand man in unmittelbarer Nähe zu dem in den Jahren 1851/1852 neuerrichteten St. Johanner Bahnhofsgebäude einen geeigneten Standort. Die Planungen für das neue Direktionsgebäude wurde der Berliner Architektengemeinschaft Gropius und Schmieden übertragen.

## Geschichte und Gestaltung

### Bau
Das von 1877 bis 1880 nach Plänen der Architekten Martin Gropius und Heino Schmieden im Stil der Neorenaissance mit Anklängen an die florentinische Frührenaissance errichtete Haus beherbergte von 1880 bis in die frühen 1970er Jahre (bis 1919 unter der offiziellen Bezeichnung Königlich Preußische Bergwerksdirektion Saarbrücken) die zentrale Verwaltung des jeweiligen Betreibers der Bergwerke im Saarkohlerevier, angefangen beim Königlich-preußischen Bergfiskus über den französischen und den deutschen Staat, die  Mission Française des Mines de la Sarre bis hin zu den Saarbergwerken AG.

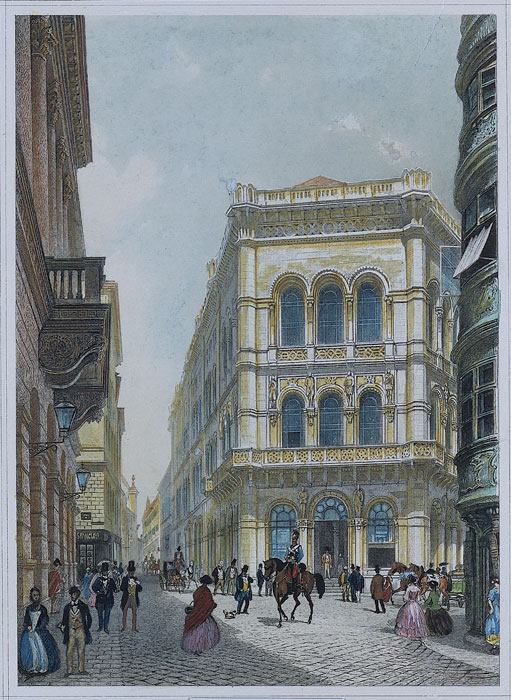
Palais Ferstel als architektonisches Vorbild der Bergwerksdirektion, nach Rudolf von Alt

Das spitzwinklig zulaufende Grundstück zwischen der Trierer Straße und der Reichsstraße bedingte eine zweiflüglige Anlage mit einem zusätzlichen schmalen Mittelpavillon, der die Hauptschauseite des Gebäudes darstellt. Diese Hauptschauseite bildet den Endpunkt der Blickachse der St. Johanner Bahnhofstraße und entfaltet so eine bedeutende städtebauliche Wirkung.
Der Flügel an der ebenen Trierer Straße hat die doppelte Länge des Flügels an der ansteigenden Reichsstraße, da hier das Gelände zum Hauptbahnhof stark geneigt ist. Der Flügel an der Trierer Straße wird durch einen Mittelpavillon unterteilt, der eine zweite Portalanlage erhielt.
Das Gebäude der Bergwerksdirektion weist im architektonischen Aufbau deutliche Parallelen zu dem von Heinrich von Ferstel bereits in den Jahren 1856–1860 in der Wiener Innenstadt errichteten Gebäude der Nationalbank und der Börse (heute Palais Ferstel) auf.
Anders als das Palais Ferstel in der engbebauten Herrengasse der Wiener Altstadt, kann die ähnlich gestaltete St. Johanner Hauptfassade der Bergwerksdirektion einen mehrere hundert Meter langen Point-de-vue-Effekt erzielen und krönt somit den Straßenzug der Bahnhofsstraße, die bereits der Saarbrücker Barockarchitekt Friedrich Joachim Stengel als schnurgerade Achse projektiert hatte.

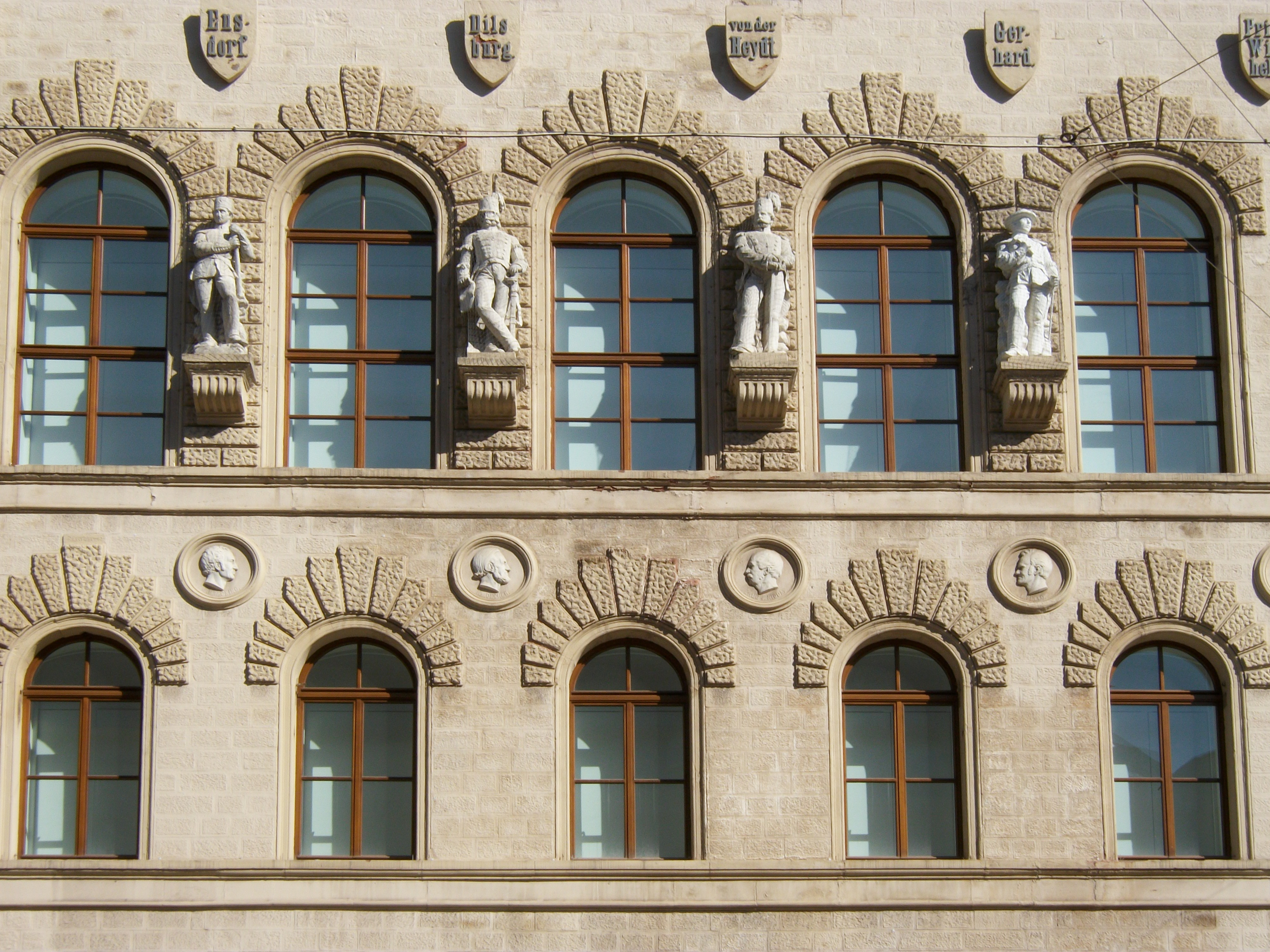
Bergwerksdirektion Saarbrücken, Fassadenschmuck

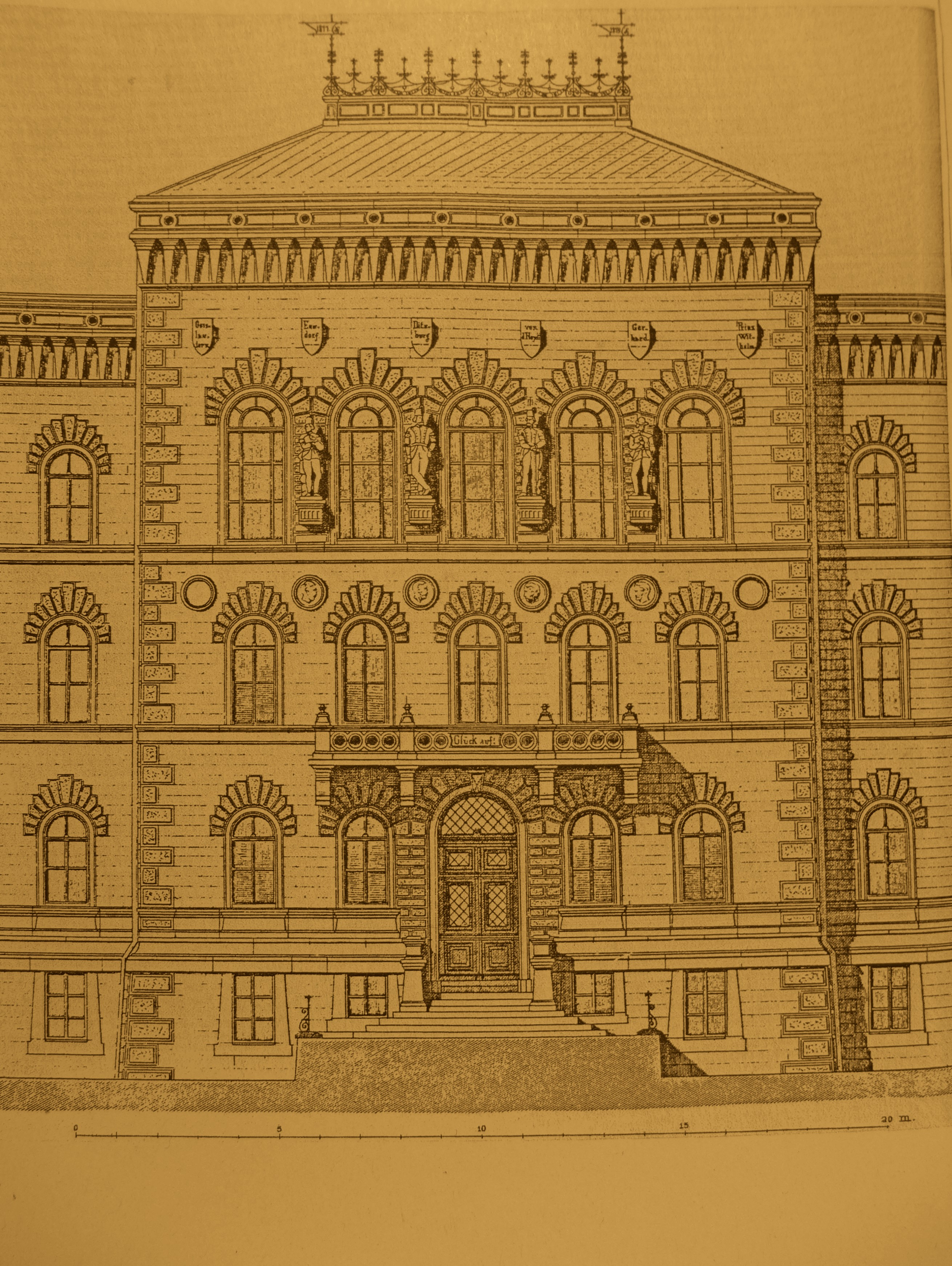
Bergwerksdirektion Saarbrücken, historischer Fassadenriss des Mittelpavillons

Als Schmuckwerke der Fassade der Bergwerksdirektion dienen steinerne Wappenschilde mit den Namen der saarländischen Bergwerke in gusseisernen Lettern, Porträtmedaillons mit bedeutenden Persönlichkeiten des Bergbaus sowie sechs Skulpturen, die Personen aus Bergbauberufen mit berufstypischer Kleidung darstellen.
Die Grubennamen sind so gruppiert, dass der Aufteilung nach Berginspektionen und Grubenabteilungen sinnvoll Rechnung getragen wird:
- St. Charles
- Kohlwald
- Bexbach
- Camphausen
- Alsbach
- Göttelborn
- Victoria
- Geislautern
- Ensdorf
- Dilsburg
- von der Heydt
- Gerhard
- Prinz Wilhelm
- Jägersfreude
- Dudweiler
- Altenwald
- Sulzbach
- Heinitz
- Dechen
- Reden
- Itzenplitz
- König
- Friedrichsthal
- Quierschied
- Merchweiler
- Wellesweiler
- Ziehwald
- Richard
- Gersweiler

Die in Bonn durch den Bildhauer Albert Küppers gefertigten Portraitmedaillons stellen folgende Persönlichkeiten dar:
- Heinrich Böcking (Oberbürgermeister Saarbrückens ab 1814 und ab 1838 Bergrat)
- Ernst Heinrich von Dechen (Dechen war zur Erbauungszeit der Bergwerksdirektion Direktor des preußischen Oberbergamtes Bonn, dem die Saarbrücker Verwaltung unterstand, und führte den Titel eines Oberberghauptmannes)
- Otto Ludwig Krug von Nidda (Nidda war seit 1860 als Ministerialdirektor an der Spitze des preußischen Bergwesens in Berlin. Die Schachtanlage Dechen ist nach ihm benannt.)
- Leopold Sello (Sello war in den Jahren 1816 bis 1857 der erste Präsident der neugegründeten preußischen Grubenverwaltung an der Saar.)

Der skulpturale Schmuck in Überlebensgröße (Höhe ca. 2,50 m) auf Wandkonsolen stellt am Mittelpavillon der Trierer Straße folgende Berufsgruppen dar:
- Ein Kohlenhauer, der sich auf seine Keilhaue lehnt und einen Schachthut trägt. Als Hutembleme erkennt man Hammer und Schlägel.
- Ein Bergwerksdirektor in aufwändiger Uniform mit reichen Verschnürungen am Rock, eichenlaubgeschmücktem Kragen sowie Schachthut mit wallendem Federbusch. In seiner Linken hält er einen Säbel, in der Rechten einen Riss eines Bergwerkes.
- Ein Steiger, der sich auf einen Steigerstab stützt, und dessen Paradeuniform und Hut ähnlich der des Bergwerkdirektors gehalten ist.
- Ein Gesteinshauer mit breitkrempigem Hut, der in der rechten erhobenen Hand das Fäustel, in der linken einen Gesteinsbohrer hält.

Die Figuren erheben sich jeweils vor aufgetürmten Gesteinsbrocken, die auf den Bergbau hindeuten.
Als Skulpturen des Eckpavillons stehen folgende Statuen auf Wandkonsolen:
- Ein Hüttenarbeiter mit langem Lederschurz zum Schutz gegen Funkenflug mit Absticheisen in seiner Linken.
- Ein Bergmann, der sich mit beiden Armen auf einen spiralig gedrehten Gesteinsbohrer stützt.

Die Statuen wurden, wie auch die Wappenschilde der Fassade, von den in München künstlerisch ausgebildeten Brüdern Jakob (1846–1916) und Karl Menges (1853–1937) aus Kaiserslautern im Jahr 1879 aus französischem Muschelkalk gefertigt.
Die Wappenschilde des Eckpavillons zeigen über der Vorhalle folgende Wappensymbole:
- Adler-Wappen des Deutschen Reiches
- Adler-Wappen des Königreichs Preußen
- Wappen der Stadt St. Johann an der Saar
- Wappen der Stadt Saarbrücken

Der Schlussstein des mittleren Bogens zeigt eine Grubenlampe, die von Hammer, Schlägel und Eichenlaub gerahmt ist. Darüber erhebt sich die preußische Königskrone.
Der Fassadenbalkon des Eckpavillons trägt als Inschrift den Bergmannsgruß „Glück auf“. Er beschreibt die Hoffnung der Bergleute, „es mögen sich Erzgänge auftun“ (Einkürzung der längeren Grußformel „Ich wünsche Dir Glück, tu einen neuen Gang auf“), denn beim Abbau von Erzen ließ sich ohne Prospektion nur unsicher vorhersagen, ob die Arbeit der Bergleute überhaupt zu einem Lohn führen würde. Weiterhin wird mit diesem Gruß der Wunsch für ein gesundes Ausfahren aus dem Bergwerk nach der Schicht verbunden. Der Bergmannsgruß war als Inschrift ebenfalls am kriegszerstörten Balkon des Mittelpavillons in der Trierer Straße angebracht.
Die Loggienzwickel des Mittelpavillons werden geschmückt durch Wappen von adeligen Herrscherfamilien, die in der Geschichte des Saarlandes von größerer Bedeutung waren:
- Das Wappen des Herzogtums Lothringen
- Das Wappen der Grafschaft bzw. des Fürstentums Nassau-Saarbrücken
- Das Wappen der Herrschaft von der Leyen
- Das Wappen der Herrschaft von Kerpen

Die ursprüngliche Farbgebung der mit Sandsteinquadern verblendeten Fassade war dreigeteilt: Die Flächen bestanden aus gelblichem Sandstein der Saarregion, die Gliederungselemente sowie die Wappenschilde waren aus rotem Kaiserslauterer Sandstein, die Figuren und Medaillons aus weißem französischem Sandstein.
Seit einem im Jahr 1965 erfolgten Anstrich in lichtem Ocker und Sandsteinrot ist die ursprüngliche Farbgebung des Steins verdeckt.
Ehrenmal im Treppenhaus

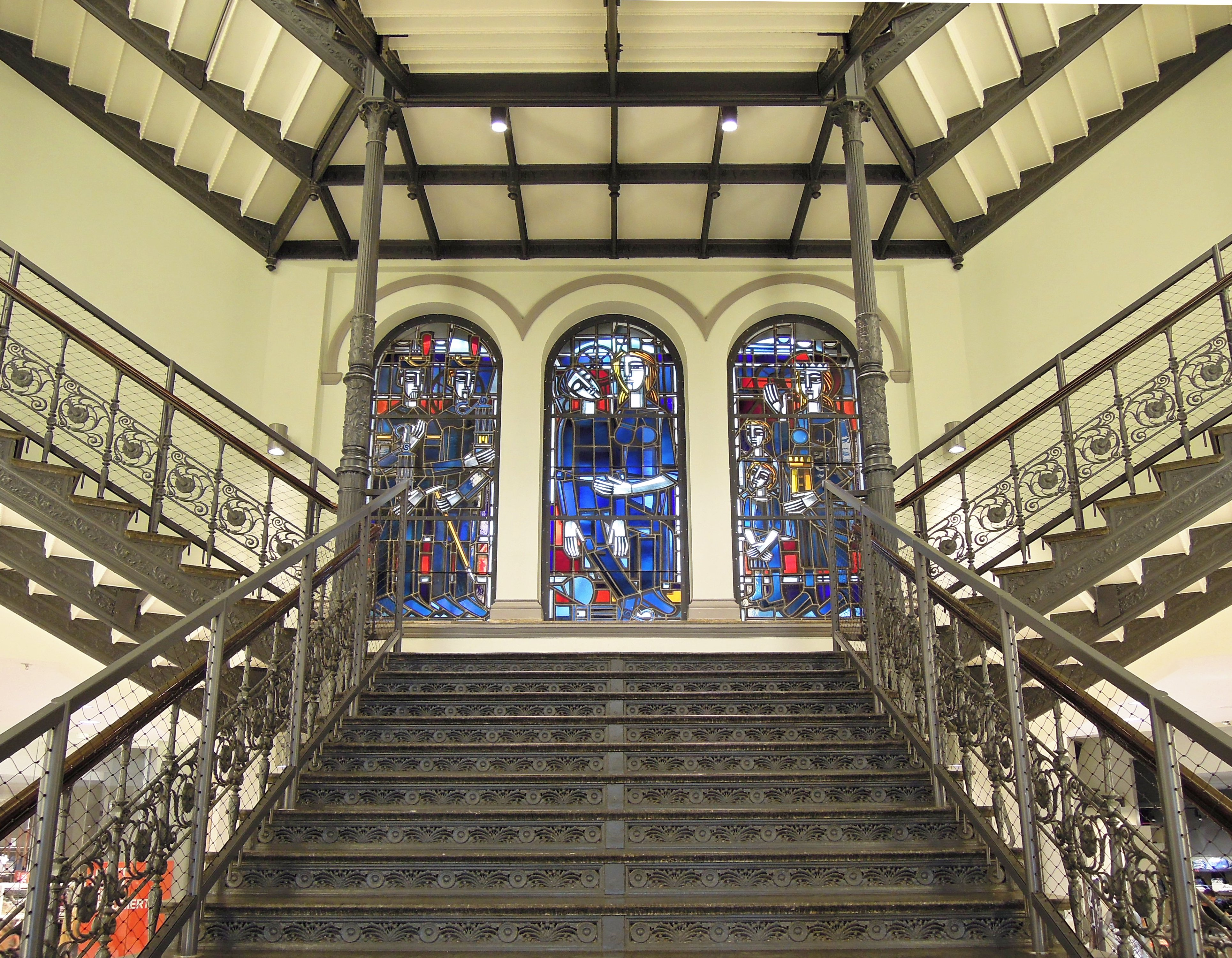
Saarbrücken Bergwerksdirektion, Fensteranlage „Unseren toten Bergleuten“ im Treppenhaus

Als bedeutendstes Architekturmerkmal des Innenraumes und historisches Mahnmal der saarländischen Geschichte gilt der Bereich des gusseisernen Treppenhauses der Bergwerksdirektion. Der Künstler Ferdinand Selgrad gestaltete im Jahr 1964 die Fenster auf dem ersten Podest der Treppe als Denkmal für die Opfer des Grubenunglücks von Luisenthal sowie für alle verunglückten Bergleute. Am 7. Februar 1962 hatte sich im Bergwerk Luisenthal eines der schwersten Grubenunglücke in der Geschichte des deutschen Bergbaus ereignet. Dabei waren durch eine Schlagwetterexplosion im Abbaugebiet Alsbachfeld 299 Bergleute zu Tode gekommen.
Die farbige Bleiverglasung mit dem Titel „Unseren toten Bergleute“ aus dem Jahr 1964 (drei Rundbogenfenster, je 3,10 × 1,20 m) wurde von der Glasmalereimanufaktur Wilhelm Derix in Rottweil am Neckar ausgeführt.
Ein beschränkter Wettbewerb, zu dem sechs saarländische Künstler und sechs Künstler von außerhalb eingeladen worden waren, hatte insgesamt 15 Entwürfe ergeben. Aus der Vorauswahl des Arbeitskreises entschied sich der Vorstand der Saarbergwerke AG für den Entwurf von Ferdinand Selgrad. Der aus Neunkirchen (Saar) gebürtige und in Kaiserslautern, Saarbrücken und Paris ausgebildete Selgrad arbeitete damals als freier Künstler und war durch Glasfenster, Mosaike, Reliefs und Wandmalereien für Kirchen und öffentliche Gebäude hervorgetreten.
Selgrad stellt einen toten Bergmann in das Zentrum der figürlichen Darstellung, umgeben von seiner hinterbliebenen Familie und Bergmannskollegen. Im Mittelfenster hält die Ehefrau den schweren, leblosen Körper ihres toten Mannes, dessen Arme schlaff herunterhängen. Sein weißer Schutzhelm und die umgefallene, erloschene Grubenlampe liegen auf der Erde. Die Komposition erinnert an christliche Pietà-Darstellungen des vom Kreuz abgenommenen Jesus im Schoß seiner trauernden Mutter.
Im rechten Fenster stehen die beiden trauernden Kinder, denen die Schutzpatronin der Bergleute, die heilige Barbara schützend an die Seite gestellt ist. Da die Heilige – der Legende nach – auf der Flucht vor ihrem heidnischen Vater von einem Felsen geschützt worden war, der sich öffnete und sie verbarg, hatten die Bergleute sie im Mittelalter zu ihrer Schutzpatronin erwählt.
Die heilige Barbara zählt zu den Vierzehn Nothelfern, und ihr Verhalten im Angesicht von Gefahr und Tod gilt als Symbol der Wehr- und Standhaftigkeit im Glauben. Darauf weist ihre Darstellung mit ihrem Attribut hin, dem Turm, in den sie ihr Vater gesperrt hatte. In der Abgeschiedenheit ihres Gefängnisses hatte sich Barbara gegen den Willen ihres Vaters zum Christentum bekannt. Dem Turm, so die Legende, ließ Barbara ein drittes Fenster als Symbol der Dreifaltigkeit hinzufügen. Demzufolge stellt auch Selgrad in der Bergwerksdirektion die Heilige mit einem dreifenstrigen Turm dar. Wie zu einem tröstenden und schützenden Segensgestus hält die heilige Barbara ihre rechte Hand über die gesamte Szenerie.
Im linken Fenster stehen zwei Bergmänner mit angezündeten Bergmannslampen Ehrenwache für ihren toten Kumpel. Sie tragen ihre Festtagsuniformen mit hohen Hüten und roten Federbüschen; die rechte Figur ist zusätzlich durch eine Spitzhacke ausgezeichnet. Die vorherrschende Farbe des gläsernen Triptychons ist intensives Blau. Ein dunkles, in zwei horizontalen Streifen für den Hintergrund eingeführtes Rot verbindet die Fensterbahnen. Fördergerüste mit Rädern in Schwarz erscheinen hinter den Köpfen der dargestellten Figuren. Den vornehmlich dunklen Farben und der fahlen Blässe von Gesichtern, Armen und Händen setzt Selgrad einen tröstlichen, hoffnungsvollen, warmen Gelbton entgegen, der insbesondere in den Lampen der Bergleute und dem Turm der Heiligen Barbara leuchtet und die Häupter der Lebenden erhellt. Der Hof, von dem aus die farbigen Glasfenster von Ferdinand Selgrad das Sonnenlicht erhielten, wurde beim Umbau des Gebäudes zu einer Einkaufsgalerie zu einem Innenraum umgewandelt, der ebenso wie das Treppenhaus nun künstlich beleuchtet wird.

### Zerstörung im Zweiten Weltkrieg
In der heftigsten Saarbrücker Bombennacht des Zweiten Weltkrieges, am 5. Oktober 1944, wurde der linke Flügel der Bergwerksdirektion in der Trierer Straße von mehreren Bomben getroffen. Der westliche Trakt zwischen Mittel- und Endpavillon wurde dabei bis in den Keller hinein aufgerissen. Auch die Obergeschosse der Pavillons wurden stark beschädigt.

### Wiederaufbau
In den Jahren 1946–1949 wurden die beschädigten Gebäudeteile in vereinfachter Form wiederaufgebaut. Am Mittelpavillon der Trierer Straße entfernte man das Portal und auch der Balkon darüber wurde beseitigt.

### Abrissplanungen und Sanierungen
Im Jahr 1971 sollte das Gebäude abgerissen und durch ein Kaufhaus ersetzt werden. Nach Protesten von Bürgern und Denkmalschützern wurden diese Pläne aufgegeben und es erfolgte im Jahr 1974 eine Sanierung. Im Jahr 1978 wurde die mittlerweile ehemalige Bergwerksdirektion in die saarländische Denkmalliste aufgenommen. Bei erneuten Renovierungsarbeiten in den 1990er-Jahren erhielt die Fassade den bis heute bestehenden hellen Farbton, der sich an die Farbgestaltung des Wiener Palais Ferstel anlehnt. Auch nach dem Neubau eines Verwaltungsgebäudes für Saarberg in unmittelbarer Nähe zur Bergwerksdirektion wurde das Gebäude zunächst weiter durch Saarberg bzw. nach der Fusion von Saarberg mit der RAG Aktiengesellschaft vom Nachfolgeunternehmen RAG Deutsche Steinkohle AG als Bürogebäude genutzt.

### Entkernung und Umbau

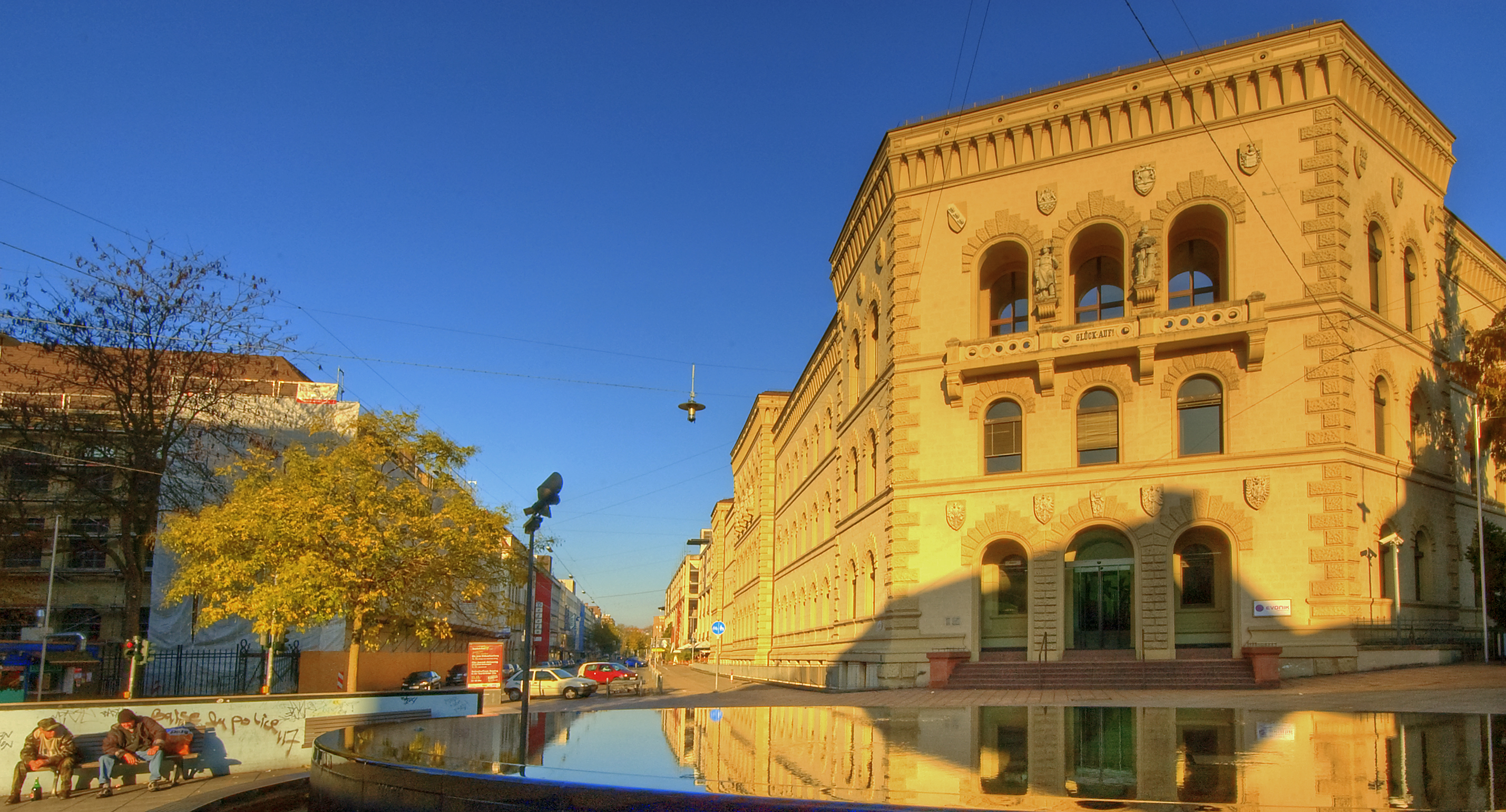
Bergwerksdirektion mit Freitreppe und heute zerstörtem Brunnenbecken aus schwarzem Marmor

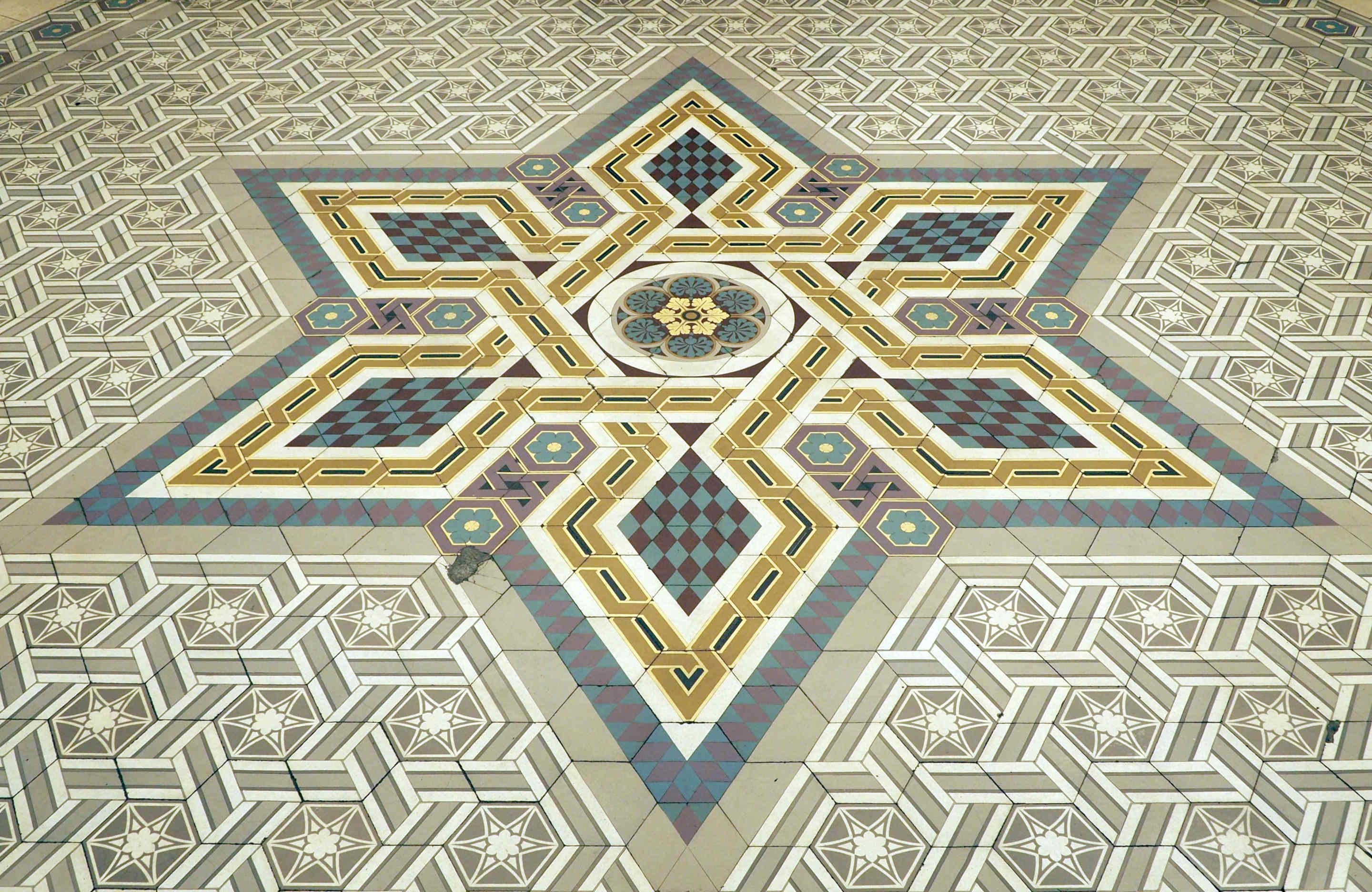
Fliesenboden im Treppenhaus aus Mettlacher Platten

Im Jahr 2006 wurde das seitens der RAG Deutsche Steinkohle nicht mehr genutzte Gebäude an einen Privatinvestor veräußert, der die Fassade in völlig entkerntem Zustand zum Bestandteil einer neuen Einkaufsgalerie machen wollte. Erneute Proteste von Bürgern und Denkmalschützern führten dazu, dass im Innenraum die Treppenanlage, die originalen Fliesen von Villeroy & Boch, der ehemalige Festsaal und die bleiverglasten Fenster erhalten blieben und besichtigt werden können. Um einen barrierefreien Zugang zum Portal des Haupteingangs zu ermöglichen, wurde die historische Freitreppe entfernt. Ebenso musste ein nur wenige Jahre zuvor im Rahmen des Umbaues der Bahnhofstraße zur Fußgängerzone vor dem Portal der Bergwerksdirektion errichtetes modernes ovales Brunnenbecken aus schwarzem Marmor weichen, da der Investor eine komplett freie Zugangsachse zum neuen Einkaufszentrum wünschte. Im Herbst 2010 wurde die entkernte Bergwerksdirektion zur Eingangsfassade der neuen Europa-Galerie.
Das Gebäudeensemble an der heutigen Trierer Straße in Saarbrücken, bestehend aus der Bergwerksdirektion, der früheren Fachhochschule für Bergbau Saar und dem ehemaligen Verwaltungsgebäude der Knappschaft Saar, stellt einen bedeutenden architektonischen Kulminationspunkt der historischen bergbaulichen Tradition des 19. und 20. Jahrhunderts im Saarland dar.